# RIZIN TRIGGER 3rd
RIZIN TRIGGER 3rd（ライジン・トリガー・サード）は、日本の総合格闘技団体「RIZIN」の大会の一つ。
2022年4月16日に東京都調布市武蔵野の森総合スポーツプラザで開催された。

## 概要
翌4月17日に同地でRIZIN.35が連日開催されたため、第3試合終了後に前日公開計量が行われた。また2020年大晦日のRIZIN.26以来となる外国勢の多数参戦となった。
メインイベントで矢地祐介とルイス・グスタボが対戦し、グスタボが勝利した。
その後、RIZIN TRIGGERの共催者であるPotential社の女性CEO逮捕を受けて2022年9月にTRIGGERシリーズの休止が発表され、同年9月25日に行われたRIZIN.38での榊原CEOの挨拶でRIZIN LANDMARKに吸収される形で廃止が発表されたため、本大会がTRIGGERシリーズとしては最後の大会となった。

## 対戦カード
第1試合 キックボクシングルール 63.5kg契約ワンマッチ 3分3R
○  大谷翔司 vs.  力也 ×
1R 2:52 TKO（3ノックダウン）
第2試合 MMAルール 72.0kg契約ワンマッチ 5分3R
○  グラント・ボグダノフ vs.  泉武志 ×
3R 3:16 TKO（グラウンドからの肘打ち） 　
第3試合 MMAルール 71.0kg契約ワンマッチ 5分3R
×  雑賀“ヤン坊”達也 vs.  江藤公洋 ○
2R 4:12 TKO（グラウンドパンチ）　
第4試合 MMAルール 61.0kg契約ワンマッチ 5分3R
×  渡部修斗 vs.  須藤拓真 ○
3R終了 判定1-2
第5試合 MMAルール 57.0kg契約ワンマッチ 5分3R
○  征矢貴 vs.  中務修良 ×
2R 3:29 TKO（サッカーボールキック→グラウンドパンチ）
第6試合 MMAルール 66.0kg契約ワンマッチ 5分3R
○  金原正徳 vs.  摩嶋一整 ×
3R 3:37 TKO（グラウンドパンチ）　
第7試合 MMAルール 無差別級ワンマッチ 5分3R
○  関根“シュレック”秀樹 vs.  貴賢神 ×
2R 3:49 TKO（サッカーボールキック→グラウンドパンチ）
第8試合 MMAルール 71.0kg契約ワンマッチ 5分3R
○  ルイス・グスタボ vs.  矢地祐介 ×
2R 3:14 TKO（グラウンドパンチ）

### カード変更
負傷などによるカード変更は以下の通り。
- 金太郎 vs. 倉本一真 → 金太郎が大会2日前の朝に起きた瞬間に急性腰痛症に見舞われ動けなくなったため中止となった。[2]